# 圍頭村
圍頭村（英語：Wai Tau Tsuen）位於香港新界大埔北部，粉嶺公路和大窩西支路以西，為本地原居民村落，張姓為主要姓氏。該村是林村鄉二十六村之一，與坑下莆、較寮下、南華莆屬第六甲。相傳該村因位於泰亨中心圍和灰沙圍兩個圍門的正前方，而得名圍頭。

## 歷史

### 圍頭村張氏
圍頭村張氏自称先祖為唐代宰相張九齡，原籍韶關曲江。族人張彥珍逃避元朝統治，遷居東莞涌頭。今日張氏分兩房，一房在圍頭，另一房在深圳西鄉。

### 張氏宗祠
村內張氏宗祠建於清朝道光年間前，為兩進一院傳統嶺南風格。宗祠前置錦鯉風水池，族人1997年重修。

## 主要道路
- 粉嶺公路
- 大窩西支路

## 區議會議席分佈
由於圍頭村人口稀少，往往跟林村鄉劃為同一個選區。
| 年度/範圍 | 2000-2003  | 2004-2007  | 2008-2011  | 2012-2015  | 2016-2019  | 2020-2023  |
| --------- | ---------- | ---------- | ---------- | ---------- | ---------- | ---------- |
| 圍頭村    | 林村谷選區 | 林村谷選區 | 林村谷選區 | 林村谷選區 | 林村谷選區 | 林村谷選區 |